# Sagonne

Sagonne este o comună în departamentul Cher, Franța. În 1 ianuarie 2022 avea o populație de 188 de locuitori.